# Biologia molecular
La biologia molecular és la part de la biologia que estudia els éssers vius i els fenòmens vitals conformement a les propietats de la seva estructura i funcionament molecular. Aquest camp s'encavalca amb altres àrees de la biologia i la química, en particular amb la genètica, la biologia de sistemes i la bioquímica. La biologia molecular busca comprendre les interaccions entre els diversos sistemes cel·lulars, incloent-hi les relacions entre ADN, ARN i la síntesi de proteïnes, així com aprendre com estan regulades aquestes interaccions.

## Relació amb altres ciències biològiques a escala molecular

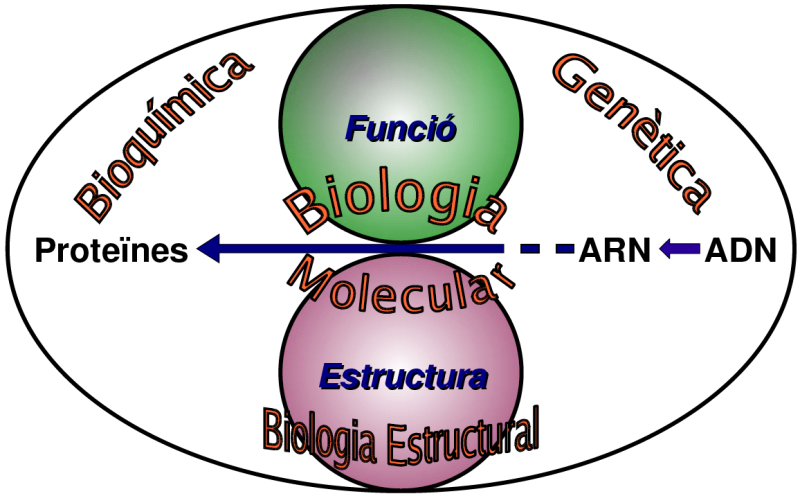
Esquema de la relació entre bioquímica, genètica, biologia estructural i biologia molecular

Els biòlegs moleculars utilitzen tècniques específiques que van néixer amb la biologia molecular (vegeu la secció «Tècniques» més endavant en aquest article), però d'una manera cada cop més important combinen aquestes amb altres tècniques i idees provinents dels camps de la genètica, la bioquímica, la biologia estructural i la biofísica. De manera que avui dia ja no hi ha una línia de demarcació clara entre aquestes disciplines. La següent figura mostra un esquema que podria il·lustrar llurs relacions:
- La bioquímica és l'estudi de les substàncies químiques i dels processos vitals que s'esdevenen en els organismes vius.
- La genètica és l'estudi dels efectes de les diferències genètiques sobre els organismes. Sovint, aquests efectes es poden inferir de l'absència d'un component «normal» (per exemple, un gen). D'aquesta manera, també es pot definir la genètica com l'estudi dels organismes «mutants» que manquen d'un o més components funcionals respecte de l'així anomenat fenotip «normal» o «salvatge». Cal tenir en compte que interaccions genètiques tals com l'epístasi poden, de vegades, complicar l'anàlisi de resultats genètics, com els obtinguts mitjançant la tècnica de la genoanul·lació (knock-out).
- La biologia estructural s'ocupa de l'estudi de la forma, és a dir, de l'estructura i configuració, en les tres dimensions de l'espai, de les molècules biològiques. Aquest problema és adreçat mitjançant diverses tècniques: microscòpia electrònica, cristal·lografia de raigs X i ressonància magnètica nuclear, entre d'altres.
- La biologia molecular és l'estudi de les bases moleculars dels processos de replicació, transcripció i traducció del material genètic. El dogma central de la biologia molecular (DCBM) sosté que el material genètic en forma d'ADN és transcrit a ARN i aquest traduït a proteïna. Malgrat ser una aproximació molt simplificada del procés vital essencial de la transmissió entre generacions de la informació genètica, aquest dogma encara constitueix una bona imatge per a començar a entendre aquest camp de la biologia i la mentalitat de la gran majoria dels seus investigadors. Tanmateix, aquesta imatge està sotmesa, tot i que molt lentament, a un procés de revisió, fonamentalment a la llum de les noves funcions atribuïdes a l'ARN, com també a l'existència de proteïnes de tipus prió.

Bona part del treball fet pels biòlegs moleculars és quantitatiu, i des de dates recents, una part important d'aquest treball s'ha fet a la interfície entre la biologia molecular i la ciència computacional, en el que s'anomena bioinformàtica o biologia computacional. Al mateix temps, des de la dècada de 1990, l'estudi de l'estructura i la funció dels gens, conegut com a genètica molecular, ha estat una de les subàrees més prominents de la biologia molecular.
Cada cop més camps de la biologia s'interessen per molècules, ja sigui directament per l'estudi de llurs interaccions segons són observades en aquests camps, tals com el de la biologia cel·lular o la biologia del desenvolupament, ja sigui de manera indirecta, quan les tècniques de la biologia molecular s'utilitzen per inferir atributs històrics de poblacions o espècies, com en alguns camps de la biologia evolutiva tals com la genètica de poblacions o la filogenètica.
Les tècniques de la biologia molecular, en particular els sistemes de clonatge i de sobreexpressió de proteïnes, han suposat un accelerador fenomenal per a la biologia estructural, àrea de la biologia que estudia l'estructura tridimensional de les biomolècules. En relació amb la biologia estructural, cal esmentar la llarga tradició d'estudiar les biomolècules "des de la base" per part de la biofísica.

## Tècniques de la biologia molecular
Des de finals de la dècada del 1950 i principis de la dècada del 1960, els biòlegs moleculars han après a caracteritzar, aïllar i manipular els components moleculars de cèl·lules i organismes. Aquests components inclouen:
- L'ADN, dipositari de la informació genètica segons el dogma central
- L'ARNs, també àcids nucleics les funcions dels quals van des de servir de còpia temporal de l'ADN fins a funcions enzimàtiques i estructurals pròpies, com en el cas del sistema de traducció
- Les proteïnes, que constitueixen el principal tipus de molècula estructural i enzimàtica de les cèl·lules

### ADN recombinant
La tècnica de l'ADN recombinant és sens dubte la que històricament ha estat més important en el desenvolupament del camp de la biologia molecular. Una molècula d'ADN es diu recombinant quan la seqüència que la compon prové de diverses fonts, siguin del mateix o de diversos organismes. La recombinació de l'ADN dins un organisme és un procés natural, essencial per a l'evolució de tots els éssers vius. Junt amb la mutació és un dels principals motors de creació de la diversitat necessària per afrontar els canvis mediambientals i, en conseqüència, una peça clau de la selecció natural.
Les tècniques de l'ADN recombinant permeten combinacions artificials de molècules d'ADN provinents, en general, de diferents organismes. Així, es pot combinar un ADN amb un promotor que permet expressar un gen en un bacteri, amb un ADN que contingui un gen d'un organisme eucariota, per exemple un gen humà. El resultat serà una molècula d'ADN recombinant capaç d'expressar dins un bacteri la proteïna codificada en aquest gen eucariota. Els bacteris que continguin aquest ADN recombinant són doncs organismes genèticament modificats, car llur material genètic ha estat modificat artificialment.
Aquestes tècniques han permès l'estudi de la funció de gran quantitat de proteïnes, tant en sistemes in vivo controlats, com in vitro, després de llur aïllament i purificació.

### Clonatge per a l'expressió de proteïnes
Una de les tècniques bàsiques de la biologia molecular en l'estudi de les funcions de les proteïnes és la clonació per a llur producció o expressió. En aquesta tècnica l'ADN que codifica la proteïna d'interès és clonat, mitjançant per exemple l'ús de la PCR o d'enzims de restricció, en un vector, generalment un plasmidi, que en aquest cas s'anomena vector d'expressió. Aquest plasmidi pot tenir elements especials de control al promotor que dirigeix la producció de la proteïna. També pot incloure marcadors de resistència a antibiòtics que permetin mantenir el plasmidi a les cèl·lules que produiran la proteïna.
Aquest plasmidi pot ser inserit en cèl·lules d'origen bacterià o eucariota. La seva introducció en cèl·lules bacterianes s'anomena transformació i es pot aconseguir per diferents mètodes que poden ser químics (usant cations bivalents com el calci o rubidi) o d'una altra natura, com en el cas de l'electroporació o la conjugació. La introducció del plasmidi en una cèl·lula eucariota s'anomena transfecció. Com en el cas anterior, hi ha diverses tècniques de transfecció, incloent-hi la transfecció mitjançant fosfat de calci, la transfecció per liposomes i mitjançant agents comercials, com per exemple Fugene™. L'ADN també es pot introduir en les cèl·lules a través de virus o bacteris patògens (com Agrobacterium tumefaciens) com a vehicles. En aquests casos la tècnica rep el nom de transducció viral or bacteriana i les cèl·lules obtingudes es diuen transduïdes.
En qualsevol cas, l'ADN que codifica la proteïna d'interès és ara a l'interior d'una població de cèl·lules, de manera que la proteïna pot ser sintetitzada per aquestes, és a dir, expressada. Hi ha una gran varietat de sistemes per a obtenir una expressió en grans quantitats. Aquests inclouen entre d'altres, promotors induïbles i factors específics de senyalització cel·lular. Un cop posat a punt el sistema, és de vegades possible extreure grans quantitats d'aquesta proteïna a partir de les cèl·lules modificades. Es pot provar l'activitat enzimàtica d'aquesta proteïna, si en té, o es pot fer cristal·litzar de manera que la seva estructura pugui ser analitzada per mitjà de la cristal·lografia de raigs X. També es poden trobar els efectes sobre ella d'inhibidors i drogues que puguin derivar en substàncies terapèutiques.

### Reacció en cadena de la polimerasa (PCR)
La reacció en cadena de la polimerasa, coneguda com a PCR de l'anglès "Polymerase Chain Reaction" és una tècnica extremadament versàtil per a copiar ADN. Resumidament, la PCR permet que unes poques molècules contenint una seqüència d'ADN determinada puguin ser copiades milions de cops. En aquest procés de còpia es poden incloure determinades alteracions que permeten usar la PCR per a introduir llocs de restricció o modificar l'aminoàcid codificat en un determinat punt de la seqüència. Entre altres innumerables usos, la PCR es pot fer servir per determinar si un fragment particular d'ADN és present en una genoteca d'ADNc.

### Electroforesi en gel
L'electroforesi en gel és una de les eines fonamentals de la biologia molecular. El seu principi bàsic és que les molècules d'ADN, ARN i les proteïnes poden ser separades, en funció de les seves masses moleculars i càrrega elèctrica, en un camp elèctric. L'electroforesi en gel d'agarosa s'utilitza sovint per separar ADN i ARN, tot i que res no impedeix emprar-la per separar proteïnes, en especial les d'alta massa molecular, així com complexos entre proteïnes i ADN. Per la seva banda, l'electroforesi en gel d'acrilamida s'empra habitualment, sobretot en el seu vessant desnaturalitzant mitjançant l'ús del detergent aniònic SDS (acrònim en anglès del dodecilsulfat de sodi), per separar proteïnes. Hi ha diverses tècniques segons que els gels siguin natius, és a dir els que conserven el plegament natural de la molècula, o desnaturalitzants, que són aquells que destrueixen aquest plegament. Entre els primers la separació sol fer-se en funció de la relació massa/càrrega, mentre que als segons aquella relació és normalitzada i la separació es produeix en funció de la massa: en el cas dels gels de SDS-acrilamida, la quantitat de SDS, detergent amb forta càrrega negativa, que s'uneix a les proteïnes és aproximadament proporcional a llur massa, de manera que totes les proteïnes acaben, idealment, amb la mateixa relació massa/càrrega. Un altre cas particular d'electroforesi nativa de proteïnes és el de l'isoelectroenfocament, en la que les proteïnes són separades d'acord amb el seu punt isoelèctric.

### Transferència Southern
La transferència Southern (en anglès Southern blot) és una tècnica emprada per treure informació sobre la massa molecular i l'abundància relativa d'un ADN que contingui una determinada seqüència d'interès. Aquest assaig va ser desenvolupat inicialment per Edwin Southern, de qui va prendre nom. Consisteix en una combinació d'electroforesi en gel d'ADN (sovint prèviament fragmentat mitjançant digestió amb enzims de restricció), seguida d'una electrotransferència de l'ADN així separat a una membrana. Aquesta membrana s'incuba amb una sonda marcada, sigui radioactivament o d'una altra manera. Durant la incubació la sonda hibrida, és a dir: s'uneix amb la seva seqüència complementària. Una sèrie de rentats eliminen la sonda no hibridada, i seguidament es pot procedir a la detecció del senyal degut a la marca de la sonda. En el cas d'una marca radioactiva, la membrana es posa en contacte amb una autoradiografia, que un cop revelada mostra una imatge en la qual es pot localitzar on s'ha produït la hibridació de la sonda. La intensitat del senyal és, en principi, proporcional a l'abundància relativa de la seqüència reconeguda per la sonda.

### Transferència Northern
La Transferència northern (Northern blot en anglès) s'utilitza per a estudiar els patrons d'expressió d'un tipus concret de molècules d'ARN en comparació amb un conjunt de diferents mostres d'ARN. Consisteix essencialment en una combinació d'electroforesi desnaturalitzant d'ARN, seguida d'una electro-transferència a una membrana. El principi és, doncs, el mateix que el de la transferència Southern i és per aquesta analogia que rep el seu nom aquesta tècnica per analogia amb el dogma central de la biologia molecular.
En aquest cas, la intensitat del senyal observat es correlaciona amb l'abundància de l'ARN reconegut per la sonda. Aquest procediment s'utilitza sovint per estudiar l'expressió d'un determinat gen en un teixit o tipus cel·lular i en un moment concret del cicle vital. És, doncs, una de les eines bàsiques per a determinar en què moments s'expressen determinats gens en els teixits vius.

### Transferència western i immunoquímica
Es poden crear anticossos contra la major part de les proteïnes pel procediment d'injectar-ne petites quantitats en animals com ratolí, conill o pollastre. Aquests anticossos es poden llavors utilitzar com sondes en una gran varietat de tècniques analítiques i preparatives.
En la transferència Western, les proteïnes se separen, en primer lloc, per la seva mida en un gel de SDS-acrilamida. Seguidament, s'electrotransfereixen a una membrana on resten immobilitzades. Aquesta membrana pot ser incubada amb diferents anticossos, que s'uniran específicament a les proteïnes contra les quals van ser obtinguts. La visualització d'aquesta unió es pot obtenir de diverses maneres, comunament per mitjà de marques quimioluminescents o radioactives.

## Història
La biologia molecular va començar a establir-se com a camp de la biologia en els anys trenta, en resposta al repte que suposava copsar l'estructura i la funció dels gens. El terme biologia molecular va ser emprat per primer cop per Warren Weaver el 1938. En aquella època, Weaver era director de la secció de ciències naturals de la Rockefeller Foundation. Tanmateix, no va ser fins als anys 1950-1970 que la biologia molecular no es va començar a dibuixar com la disciplina que coneixem avui dia. Entre les fites que van contribuir a aquest procés cal destacar:
- El model de la doble hèlix d'ADN, de Watson i Crick el 1953.
- El model de control genètic dit de l'operó, de Jacob i Monod el 1961.
- El desenvolupament, a la dècada del 1970, de les tècniques dites de l'ADN recombinant.

## Biòlegs moleculars notables
- Christiane Nüsslein-Volhard
- Frederick Sanger
- Francis Crick
- Francois Jacob
- James D. Watson
- Max Perutz
- Rosalind Franklin
- Susumu Tonegawa